# Мазуренко Павло Анатолійович
Павло Анатолійович Мазуренко (2 грудня 1971, Любар, Житомирська область, УРСР — 22 грудня 2013, Київ, Україна) — учасник Євромайдану, Герой Небесної Сотні, Герой України.

## Біографія
Народився на Житомирщині, згодом сім'я переїхала до Сакського району Криму.
1989—1995 навчався на Радіотехнічному факультеті КПІ після завершення якого залишився в Києві.
Працював у Києві інженером-програмістом.
Відвідував мітинг на Євромайдані.

## Обставини загибелі
Ввечері 18 грудня приблизно о 18.00 вечора Павло розповів дружині Лесі, яка знайшла його вдома жорстоко побитим, що його по дорозі додому (по вул. Гната Юри на Борщагівці біля торговельного центру «Квадрат») перестріли люди в чорній формі в бронежилетах і шоломах, попросили документи. Павло дав ксерокопію паспорту з кримською пропискою. Бандити в міліцейській формі вирішили, що він з Майдану і за це по звірячому (палицями, ногами) побили, кинули лежачого на землі та швидко втекли. Павло зміг самостійно дістатися додому, по дорозі його, закривавленого, бачило багато людей, пропонували допомогу. Він відмовлявся.
20 грудня відмовився від госпіталізації швидкою допомогою. Помер 22 грудня в реанімації Київської міської клінічної лікарні № 12 від двосторонньої пневмонії, за висновком судовомедичної експертизи.
Після смерті Павла, МВС заперечило причетність міліції, лікарі під тиском заявляли ЗМІ про те, що причина смерті Павла — пневмонія і не пов'язували її з побиттям.

## Вшанування пам'яті
Похований на цвинтарі у м. Вишневе Київської обл.

### Нагороди
- Звання Герой України з удостоєнням ордена «Золота Зірка» (21 листопада 2014, посмертно) — за громадянську мужність, патріотизм, героїчне відстоювання конституційних засад демократії, прав і свобод людини, самовіддане служіння Українському народу, виявлені під час Революції гідності[1]
- Медаль «За жертовність і любов до України» (УПЦ КП, червень 2015) (посмертно)[2]